# Maithripala Sirisena
Maithripala Sirisena, il cui nome completo è Pallewatte Gamaralalage Maithripala Yapa Sirisena (in singalese මෛත්‍රීපාල සිරිසේන; Ganemulla, 3 settembre 1951), è un politico singalese.

## Attività politica
Ha ricoperto l'incarico di ministro della sanità.
È stato eletto presidente dello Sri Lanka il 9 gennaio 2015. Il primo capo di stato che ha ricevuto in visita è stato Papa Francesco il 13 gennaio 2015, a nemmeno una settimana dalla sua elezione come presidente.
Il 27 ottobre 2018 ha destituito il primo ministro Ranil Wickremesinghe sostituendolo con Mahinda Rajapaksa, un controverso uomo politico, già primo ministro dal 2004 al 2005 e presidente dal 2005 al 2015, aprendo una grave crisi politica. Lo stesso giorno ha sospeso il Parlamento per impedire che Wickremesinghe, che sosteneva di avere la maggioranza parlamentare, chiedesse un voto di fiducia all'assemblea per il 28 ottobre 2018. Il 9 novembre 2018 ha sciolto il Parlamento e indetto nuove elezioni per il giorno 5 gennaio 2019. Ranil Wickremesinghe ha lamentato l'incostituzionalità del provvedimento, e si è rifiutato di lasciare la residenza di primo ministro a Colombo e tutti i ministri del governo si sono rifiutati di lasciare l'incarico.

## Vita privata
Nacque a Yagoda, una frazione di Ganemulla. È sposato con Jayanthi Pushpa Kumari, ha tre figli: due femmine (Chathurika e Dharani) e un maschio (Daham).